# Скала (муніципалітет)
Ска́ла (італ. Scala) — муніципалітет в Італії, у регіоні Кампанія, провінція Салерно.
Скала розташована на відстані близько 230 км на південний схід від Рима, 36 км на південний схід від Неаполя, 15 км на захід від Салерно.
Населення — 1536 осіб (2014).
Щорічний фестиваль відбувається 10 серпня. Покровитель — святий мученик Лаврентій.

## Демографія
Населення за роками:

Станом на 1 січня 2023 року в муніципалітеті офіційно проживало 28 іноземців з 15 країн, серед них 7 громадян країн Євросоюзу та 11 громадян України.

## Сусідні муніципалітети
- Аджерола
- Амальфі
- Атрані
- Граньяно
- Пімонте
- Равелло